# Magnistipula cerebriformis
Magnistipula cerebriformis là một loài thực vật có hoa trong họ Cám. Loài này được (Capuron) F.White mô tả khoa học đầu tiên năm 1979.